# Cyril Troley
Cyril Troley est un acteur français.

## Filmographie

### Courts métrages
- 2008 : Sacrifié(s) de Samuel Doux : Aaron
- 2011 : Bad Gones de Stéphane Demoustier : le père
- 2014 : Papa Oom Mow Mow de Sébastien de Fonseca : le père

### Longs métrages
- 2000 : Paria de Nicolas Klotz : Victor
- 2002 : La Guerre à Paris de Yolande Zauberman
- 2006 : La Trahison de Philippe Faucon : Vergnat
- 2006 : Mon frère se marie de Jean-Stéphane Bron : Jacques
- 2006 : 7 ans de Jean-Pascal Hattu : Jean
- 2009 : Sois sage de Juliette Garcias : le cantonnier
- 2012 : À moi seule de Frédéric Videau : Walter

## Distinctions
- Nommé aux Césars du cinéma 2008 comme meilleur espoir masculin pour son rôle dans 7 ans de Jean-Pascal Hattu